# Заозерне (Генічеський район)
Заозе́рне — село в Україні, у Новотроїцькій селищній громаді Генічеського району Херсонської області. Населення становить 212 осіб. Село розташоване не березі озера Авер'янівське.

## Історія
На початку ХХ століття польський шляхтич Яновський викупив у барона Фальц-Фейна частину землі та заснував на ній поселення. Населений пункт отримав назву Яновка.
Радянська окупація у селі розпочалась у січні 1918 року. У 1928 році утворено колгосп «Артель крестьянина», який в 30-х роках перейменовано в колгосп імені Молотова.
14 вересня 1941 року село було окуповане німецькими військами. Звільнили населений пункт 1 листопада 1943 року. На фронтах Другої світової війни проти німецьких окупантів боролися понад 300 жителів села, 192 з них загинули. У 1963 році село перейменовано у Заозерне, а в 1973 — створений радгосп «Херсонський».
12 червня 2020 року, відповідно до розпорядження Кабінету Міністрів України № 713-р «Про визначення адміністративних центрів та затвердження територій територіальних громад Запорізької області», увійшло до складу Новотроїцької селищної громади.
17 липня 2020 року, в результаті адміністративно-територіальної реформи та ліквідації  Новотроїцького району, увійшло до складу Генічеського району.
24 лютого 2022 року село тимчасово окуповане російськими військами під час російсько-української війни.

## Сьогодення
У селі функціонують: будинок культури, фельдшерський пункт, базове господарство агрофірма «Теплоогарьовське».

## Пам'ятки історії, архітектури та культурної спадщини
Пам'ятник на честь воїнів-односельців, які загинули у роки Великої Вітчизняної війни (рік встановлення — 1985), пам'ятний знак жертвам Голодомору 1932—1933 рр. (рік встановлення — 2008).